# NGC 6887
NGC 6887 је спирална галаксија у сазвежђу Телескоп која се налази на NGC листи објеката дубоког неба.
Деклинација објекта је - 52° 47' 50" а ректасцензија 20h 17m 17,0s. Привидна величина (магнитуда) објекта NGC 6887 износи 12,0 а фотографска магнитуда 12,8. Налази се на удаљености од 34,152 милиона парсека од Сунца. NGC 6887 је још познат и под ознакама ESO 186-27, AM 2013-525, IRAS 20135-5257, PGC 64427.